# العلاقات الدومينيكية النيكاراغوية
العلاقات الدومينيكية النيكاراغوية هي العلاقات الثنائية التي تجمع بين دومينيكا ونيكاراغوا.

## مقارنة بين البلدين
هذه مقارنة عامة ومرجعية للدولتين:
| وجه المقارنة                                              | دومينيكا              | نيكاراغوا        |
| --------------------------------------------------------- | --------------------- | ---------------- |
| المساحة (كم2)                                             | 751                   | 130.38 ألف       |
| عدد السكان (نسمة)                                         | 73.92 ألف             | 6.22 مليون       |
| الكثافة السكانية (ن./كم²)                                 | 9.84 ألف              | 47.71            |
| العاصمة                                                   | روسو                  | ماناغوا          |
| اللغة الرسمية                                             | لغة إنجليزية          | اللغة الإسبانية  |
| العملة                                                    | دولار شرق الكاريبي    | كوردبا نيكاراغوا |
| الناتج المحلي الإجمالي (بليون دولار)                      | 562.54 مليون          | 13.81 مليار      |
| الناتج المحلي الإجمالي (تعادل القوة الشرائية) بليون دولار | 789.63 مليون          | 31.63 مليار      |
| الناتج المحلي الإجمالي الاسمي للفرد دولار أمريكي          | 7.12 ألف              | 2.09 ألف         |
| الناتج المحلي الإجمالي للفرد دولار أمريكي                 | 10.88 ألف             | 4.92 ألف         |
| مؤشر التنمية البشرية                                      | 0.724                 | 0.631            |
| رمز المكالمات الدولي                                      | +1767                 | +505             |
| رمز الإنترنت                                              | .dm                   | .ni              |
| المنطقة الزمنية                                           | 00، توقيت أطلنطي موحد | 00               |

## منظمات دولية مشتركة
يشترك البلدان في عضوية مجموعة من المنظمات الدولية، منها:
| علم المنظمة | اسم المنظمة                                                          | تاريخ انضمام دومينيكا | تاريخ انضمام نيكاراغوا |
| ----------- | -------------------------------------------------------------------- | --------------------- | ---------------------- |
|             | مؤسسة التنمية الدولية                                                | 29 سبتمبر 1980        | 30 ديسمبر 1960         |
|             | يونسكو                                                               | 9 يناير 1979          | 22 فبراير 1952         |
|             | وكالة ضمان الاستثمار متعدد الأطراف                                   | 7 أكتوبر 1991         | 12 يونيو 1992          |
|             | الأمم المتحدة                                                        | 18 ديسمبر 1978        | 24 أكتوبر 1945         |
|             | وكالة حظر الأسلحة النووية في أمريكا اللاتينية ومنطقة البحر الكاريبي ‏ | ?                     | ?                      |
|             | الاتحاد البريدي العالمي                                              | ?                     | ?                      |
|             | البنك الدولي للإنشاء والتعمير                                        | 29 سبتمبر 1980        | 14 مارس 1946           |
|             | الاتحاد الدولي للاتصالات                                             | 28 أكتوبر 1996        | 12 مايو 1926           |
|             | منظمة حظر الأسلحة الكيميائية                                         | ?                     | ?                      |
|             | مؤسسة التمويل الدولية                                                | 29 سبتمبر 1980        | 20 يوليو 1956          |
|             | منظمة التجارة العالمية                                               | ?                     | ?                      |
|             | منظمة الشرطة الجنائية الدولية                                        | ?                     | ?                      |

## وصلات خارجية
- موقع وزارة الخارجية النيكاراغوية